# Levio
Levio  (m. 80 a. C.) fue un poeta latino de quien prácticamente no se sabe nada.
La primera referencia de él quizá se encuentre en la obra De grammaticis del historiador y biógrafo romano Suetonio, aunque no se está del todo seguro que el Levio Miliso al que se refiere sea la misma persona. Las referencias definitivas no se encuentran hasta el siglo II en: Marco Cornelio Frontón, Ep. Ad ~ ~ k. Caes. I. 3; Aulo Gelio, Noct. Att. i~. 24, Xii. 10, XjX. 9; Apuleyo, De magic, 30; Porfirión, Ad Horat. carm. iii. 1, 2.
Solo se han conservado unas sesenta líneas (véase Emil Baehrens, Fragm. poet. rom. pp. 287-293), una cantidad escasa para poder llegar a determinar si los antiguos críticos le habían considerado como maestro de poetas destacados como Ovidio y Catulo. Los escritores Ausonio y Aulo Gelio afirmaron que Levio fue el autor de la obra Erotopaegnia, una colección de poemas que no se llegaron a conservar, cuya trama giraba alrededor de la mitología y las gestas heroicas desde la parodia, recurriendo a seres como centauros y fénix entre otros.